# Telethera blepharacma
Telethera blepharacma är en fjärilsart som beskrevs av Edward Meyrick 1913. Telethera blepharacma ingår i släktet Telethera och familjen bronsmalar. Inga underarter finns listade i Catalogue of Life.